# آنجلو بندیکتو سورمانی
آنجلو بندیکتو میگل سورمانی (به ایتالیایی: Ángelo Benedicto Miguel Sormani) بازیکن فوتبال و اهل ایتالیا است 

## تیم ملی
از سال ۱۹۶۱ میلادی عضو تیم ملی فوتبال ایتالیا بوده و در ۷ بازی ملی حضور داشته‌است. او در بازی‌های ملی‌اش ۲ گل به ثمر رساند.
آنجلو بندیکتو سورمانی آخرین بازی ملی خود را در سال ۱۹۶۲ میلادی انجام داد.